# جون إي. برادلي
جون إي. برادلي (بالإنجليزية: John E. Bradley)‏ هو سياسي أمريكي، ولد في 10 مايو 1971 في هاريسبورغ في الولايات المتحدة. حزبياً، نشط في الحزب الديمقراطي. وقد انتخب عضو مجلس نواب إلينوي.

## وصلات خارجية
- الموقع الرسمي